# Università Spiru Haret
L'Università Spiru Haret è un'università privata con sede a Bucarest fondata nel 1991 dal presidente della fondazione Romania di domani Aurelian Gh. Bondrea, come parte delle attività didattiche della fondazione. L'università porta il nome dello scienziato e riformatore dell'istruzione romena Spiru Haret.
Il 14 febbraio 2000 è stata accreditata dal consiglio nazionale per la valutazione accademica e l'accreditamento degli istituti d'istruzione superiore (CNEAA), confermata dalla legge nr. 443 del 5 luglio 2002. Nel 2011 l'università fu ufficialmente valutata come "università centrata sull'istruzione", terzo livello della gerarchia universitaria romena.